# Victoria Titans
Die Victoria Titans waren eine professionelle Basketball-Mannschaft der australasischen National Basketball League (NBL) aus der im australischen Bundesstaat Victoria gelegenen Stadt Melbourne. Das Team gründete sich 1998 aus dem Zusammenschluss der North Melbourne Giants und der South East Melbourne Magic. Von 2002 bis 2004 trat das Team als Victoria Giants an, bevor es sich anschließend auflöste.

## Erfolge
- Bestes Team der regulären Saison (2): 2000/01, 2001/02
- Playoff-Teilnahmen (4): 1998/99, 1999/2000, 2000/01, 2001/02
- Final-Teilnahmen (2): 1998/99, 1999/00

## Saisonbilanzen
- Meister der NBL
- Vizemeister der NBL

| Saison  | Platz | Spiele | Siege | Niederlagen | Siegquote in % | PlayOffs                    |
| ------- | ----- | ------ | ----- | ----------- | -------------- | --------------------------- |
| 1998/99 | 4     | 26     | 16    | 10          | 61,5           | im Finale verloren          |
| 1999/00 | 4     | 28     | 20    | 8           | 71,4           | im Finale verloren          |
| 2000/01 | 1     | 28     | 22    | 6           | 78,6           | im Halbfinale ausgeschieden |
| 2001/02 | 1     | 30     | 21    | 9           | 70,0           | im Halbfinale ausgeschieden |
| 2002/03 | 10    | 30     | 9     | 21          | 30,0           | nicht qualifiziert          |
| 2003/04 | 11    | 33     | 11    | 22          | 33,3           | nicht qualifiziert          |

## Trainerhistorie
- Brian Goorjian: 1998–2002
- Mark Wright: 2002–2004

## Heimarena
- Melbourne Park (1998–2000)
- Vodafone Arena (2000–2002)
- Melbourne Sports and Aquatic Centre (2002–2004)